# SN 1992C
SN 1992C – supernowa typu II odkryta 28 stycznia 1992 roku w galaktyce NGC 3367. W momencie odkrycia miała maksymalną jasność 16,50m.